# Флаг Таджикистана
Флаг Таджикистана (Государственный флаг Республики Таджикистан; тадж. Парчами давлатии Ҷумҳурии Тоҷикистон) — один из символов государственного суверенитета Республики Таджикистан.

## Описание
Государственный флаг Республики Таджикистан представляет собой прямоугольное полотнище, состоящее из трёх горизонтальных полос: верхней — красной, средней — белой и нижней — зелёной в соотношении между собой по ширине как 2:3:2. В центре флага изображена золотая стилизованная корона с полукругом из семи пятиконечных звёзд над ней.
Корона и полукруг из звёзд вписываются в прямоугольник, длина которого равна ширине белой полосы, а высота которого равна 4/5 ширины белой полосы. Пятиконечные звезды вписываются в условные окружности диаметром 3/20 ширины белой полосы и расположены по дуге условной окружности радиусом 1/2 ширины белой полосы.
Корона высотой 0,55 ширины белой полосы прогибается в основании по дуге радиусом 1,2 ширины белой полосы. Четыре дугообразных элемента, формирующие верх короны, венчаются в центре частью круга диаметром 0,2 ширины белой полосы.
Отношение ширины флага к его длине — 1:2.
| Цвет    | RGB     |
| ------- | ------- |
| Белый   | #FFFFFF |
| Жёлтый  | #F8C300 |
| Зелёный | #006600 |
| Красный | #CC0000 |

## Значения цветов и интерпретация символики
При создании новых государственных символов Таджикистана руководствовались принципом историзма и преемственности. Флаг Таджикистана по своей красно-бело-зелёной цветовой гамме повторяет Флаг Таджикской ССР.
В соответствии с Положением о Государственном флаге Республики Таджикистан, принятым 24 ноября 1992 года, «Государственный флаг Республики Таджикистан является символом … нерушимого союза рабочих, крестьян и интеллигенции…». Рабочих символизирует красный цвет, крестьян — зелёный, интеллигенцию — белый.
Символика цветов флага Таджикистана уходит корнями в глубокую древность. Согласно Авесте, полноправное свободное население древнеиранского общества делилось на три сословия, каждое из которых ассоциировалось с определённым цветом:
- военная знать (авест. raθaē-štar-) — красный цвет — символ воинской доблести и самопожертвования во имя высоких идеалов, поэтому считается самым почитаемым и благородным;
- духовенство (авест. āθravan-, aθaurvan-) — белый цвет — символизирует духовность, моральную чистоту и святость;
- свободные общинники (сословие скотоводов-земледельцев) (авест. vāstrya.fšuyant-) — зелёный цвет — символизирует природу, молодость и процветание[5].

По сей день на Памире красный цвет символизирует счастье, благополучие и радость, белый — чистоту и ясность, зелёный цвет — молодость и процветание.
Композиция цветов флага соответствует цветам на флаге Ирана, что обусловлено этнической, культурной и языковой близостью двух народов.
Цвета флага RGB:
- Красный 218,41,28
- Жёлтый 246,190,0
- Белый 255,255,255
- Зелёный 0,122,51

Кроме того, существует другая трактовка значений этих цветов, например:
- красный — свобода и независимость (тадж. озодӣ);
- белый — мир и спокойствие (тадж. оромӣ);
- зелёный — благоустроенность и процветание (тадж. ободӣ).

Корона с полукругом из семи звёзд символизирует государственный суверенитет и независимость Республики Таджикистан.
Семь звёзд первоначально олицетворяли семь выдающихся персидско-таджикских поэтов (версия авторов флага), затем семь благих пространств арийского простора (версия первых интерпретаторов, связанных с таджикскими культурологическими элитами). В настоящее время семь звёзд обозначают семь историко-культурных областей современного Таджикистана:
1. Согд;
2. Зарафшан;
3. Хисар;
4. Рашт;
5. Вахш;
6. Хатлон;
7. Бадахшан.

Президент Эмомали Рахмон в телевизионном обращении от 23 ноября 2010 в честь Дня Флага Таджикистана объяснил значения цветов Государственного флага Республики Таджикистан следующим образом:

«Цвета нашего национального флага выражают исторический путь народа Таджикистана, ценностей национальной культуры и политики. Красный цвет — символ борьбы, самоотверженности народа за свободу и независимость, белый цвет — символ счастья, чаяния и надежды и зелёный цвет — символ процветания, гордости и вечности. В середине флага расположено изображение короны и семи звезд, что является знаком исторических корней государственности независимого Таджикистана».— 

## Исторические флаги Таджикистана
Самое раннее упоминание об использовании знамён предками таджиков сохранилось в «Авесте». Так, например, в первой главе «Видевдата» Бактрия характеризуется как «прекрасная, с высоко поднятыми знамёнами» — «Bāxδīm srīrąm ərəδβō.drafšąm». Кроме того, в «Авесте» несколько раз упоминаются «развевающиеся на ветру „бычьи знамёна“» — «gaoš drafša-», а также «знамёна врагов ариев — иранцев».
Некоторые исследователи предполагают, что упомянутые в «Авесте» знамёна близки к известным «кавианским стягам» более позднего времени или к древнеримским «вексиллумам» — древкам с четырёхугольным красным полотнищем, подвешенным к поперечной перекладине наподобие современной церковной хоругви.

### Деравш Кавиани
Наиболее известным в истории таджикского народа «кавианским стягом» является «Деравш Кавиани».
По древней легенде, не вошедшей в «Авесту», но приведённой в «Шахнаме» Абулькасима Фирдоуси, «Деравш Кавиани» появился в ходе восстания иранцев под предводительством кузнеца Каве против иноземного узурпатора Заххака. Каве прикрепил свой кожаный кузнечный фартук к древку копья и под таким знаменем привёл повстанцев к Фаридуну, законному наследнику царей из рода Пишдадидов — первой династии мифических царей Ирана. Фаридун счёл знамя Каве знамением блага, украсил полотнище золотой четырёхлучевой звездой, драгоценными камнями и лентами красного, жёлтого и фиолетового цветов и назвал «Деравш Кавиани». Четырёхлучевая звезда дала стягу Фаридуна другое название — «Ахтар-и Кавиан» (Кавиева звезда).
Согласно преданию, Фаридун поделил мир между тремя своими сыновьями. Старшему Салму достался запад ойкумены (согласно другой традиции, крайний Восток — Китай), младшему Эраджу — Иран, а Туру, среднему сыну царя — северные земли, которые стали именоваться Тураном. Тур вместе с Салмом предательски убили Эраджа, заманив его в Туран. Фаридун, узнав о гибели любимого сына, не простил Тура и повелел вырыть грандиозный ров на границе между Ираном и Тураном, который превратился в реку Амударью. В наиболее распространённой версии иранского эпоса, зафиксированной в поэме Фирдоуси, туранцы, потомки Тура, изображены извечными антагонистами царей Иранского нагорья.
После раздела государства Фаридуна на три царства у каждого из них появилась своя символика: символом Ирана стало Солнце, символом Турана — Полумесяц:
Туранскому месяцу впредь не светить, 
Дано его солнцу Ирана затмить.
«Деравш Кавиани» стал знаменем потомков Эраджа — Кеянидов — второй династии мифических царей Ирана, а впоследствии — государственным флагом Ирана при династиях Аршакидов (250 до н. э. — 224 год) и Сасанидов (224 год — 651 год).
«Деравш Кавиани» изображён в центре Штандарта Президента Республики Таджикистан как символ долговечности и исторической преемственности национальной государственности таджикского народа.

### Ахеменидская империя
Традиция использования авестийских «кавианских стягов» была продолжена в Ахеменидской империи (558—330 до н. э.). Штандарт Ахеменидов упоминается Ксенофонтом в «Анабасисе» (I, X) и «Киропедии» (VII, 1, 4) как «золотой орёл, поднятый на длинное копье». Изображения ахеменидских штандартов сохранились на настенных росписях дворца Ападана в Персеполе. При раскопках в столице Ахеменидов археологами была обнаружена металлическая пластина-штандарт красного цвета с каймой из красных, белых и зелёных треугольников, с изображением в центре золотого орла с распростёртыми крыльями, держащего в каждой лапе по золотому венку.
Символическая роль золота как солнечного металла, в то время как серебро соотносится с Луной, отчётливо прослеживается в древнеиранской культуре. Символика металлов была связана с делением общества у всех иранских народов на три сословия — воинов, жрецов и свободных общинников — земледельцев и скотоводов. По этой схеме царскому, или воинскому сословию (поскольку царь — обязательно воин и происходит из воинского сословия) соответствовали золото и красный цвет, а жреческому — серебро и белый цвет. Сословию свободных общинников первоначально соответствовал голубой, а впоследствии — зелёный цвет.
При Ахеменидах иранская армия использовала различные знамёна, в том числе «драконовые». По преданию, «драконовое» знамя было заимствовано ещё Киром от ассирийцев и бытовало у персов до Дария III. Победивший последнего Александр Македонский заимствовал эту эмблему на знамени для Македонского царства, а при покорении римлянами Македонии «драконовое» знамя перешло и к потомкам Ромула. Через посредство Византии знамя продолжало бытовать на Ближнем Востоке в средние века.
В 330 до н. э. под ударами армии Александра Македонского Империя Ахеменидов прекратило существование.

### Династия Аршакидов
Парфянская династия Аршакидов (250 до н. э. — 224 год), освободившая Иран от греко-македонской династии Селевкидов, с самого начала провозглашает связь своего рода с легендарными царями — авестийскими героями — о чём свидетельствует имя их божественного предка — Кави Аршана. Арриан упоминает также о том, что парфяне возводили свой род к ахеменидскому царю Артаксерксу II. Эта идея представить себя законными преемниками славных царей древности возникла, вероятно, ещё в начале I в. до н. э. (или ранее). Так, например, в парфянских документах, найденных в Нисе, упоминается виноградник Artaxšahrakān, который, по мнению издателей документов, «назван, вероятно, в честь легендарного предка Аршакидов Артаксеркса II».
Штандарт Аршакидов представлял собой квадратное полотнище из кожи, на котором была изображена четырёхлучевая звезда, прикреплённое на древке копья. Древко штандарта венчала фигура золотого орла с распростёртыми крыльями, держащего в каждой лапе по одному золотому шару. Золотой орёл, очевидно, заимствован из штандарта Ахеменидов, — остальное — из «Деравш Кавиани».
При Аршакидах парфянская армия использовала различные знамёна, в том числе шёлковые «драконообразные знамёна». По данным Шахнаме, личным знаменем парфянских царей было полотнище с изображением Солнца. Государственным флагом Ирана был имперский штандарт «Деравш Кавиани».

### Сасанидская империя
Сменившая Аршакидов персидская династия Сасанидов (224 год — 651 год) также возводила свой род к ахеменидским царям. Связь сасанидских монархов с Ахеменидами упоминается уже в первом варианте «Книги о деяниях Ардашира Папакана», который восходит к IV в; здесь отражена идея родственных связей основателя династии Сасана, с одной стороны с потомками Дария, с другой — с древними правителями Парса. В дальнейшем, в V в., сасанидские шаханшахи простирают свою генеалогию к авестийским «кавиям», включая, таким образом, в свой династический цикл и династию Кеянидов.
«Деравш Кавиани» в эпоху Сасанидов представлял собой четырёхугольное полотнище с четырёхлучевой звездой на древке, увенчанном позолоченным изображением орла с распростёртыми крыльями, держащим в каждой лапе по одному золотому шару.
Государственной религией империи Сасанидов был зороастризм. Инсигнии власти сасанидских шахиншахов, прежде всего корона каждого царя, имели сложную символику, связанную с зороастризмом. Как отмечает выдающийся советский ученый-иранист В. Г. Луконин, в сасанидских коронах отразилась символика таких божеств, как Ахура Мазда, Митра, Анахита и Веретрагна, и их ипостасей в виде изображений священных животных зороастризма. Одним из таких символов был полумесяц, который изображался на коронах сасанидских шахиншахов как центральная эмблема.
После арабского завоевания Ирана в 651 году полумесяц был заимствован последующими халифами и мусульманскими правителями, в том числе османскими султанами, из-за чего в Западной Азии постепенно стал восприниматься как символ Ислама.
Стоит также отметить, ни Пророк Мухаммед, ни другие ранние исламские правители не использовали полумесяц как религиозный символ.

### Бухара
|                                             |                                           |                                                                |                                                                |
| Флаг Бухарского эмирата при эмире Музаффаре | Флаг Бухарского эмирата от начала XX века | Флаг Бухарской НСР с 23 сентября 1921 г. по 14 августа 1923 г. | Флаг Бухарской НСР с 14 августа 1923 г. по 19 сентября 1924 г. |

Флаг Бухарского эмирата при эмире Музаффаре представлял собой прямоугольное светло-зелёное полотнище, на котором золотом вдоль древка было написано на араб. «السلطان ظل الله»‎ («Султан — тень Аллаха»), а вдоль свободного края — шахада на араб. «لا إله إلا الله محمد رسول الله»‎ («Нет Бога кроме Аллаха и Мухаммед Пророк Его»). Между надписями помещались золотые полумесяц и 5-конечная звезда над т. н. «рукой Фатимы» — символом пожелания счастья в исламской традиции. Кайма полотнища была оранжевая с чёрным орнаментом. Древко было зелёным и увенчивалось полумесяцем.
В Бухарском музее краеведения хранится зелёный флаг с полумесяцем, тремя звёздами и рукой Фатимы. Датируется началом XX века.
2 сентября 1920 года Бухарский эмират был ликвидирован, а на её территории возникла Бухарская Народная Советская Республика, в состав которой входили центральная, южная и юго-восточная части Таджикистана.

В соответствии со статьёй 79 Конституции БНСР, принятой и утверждённой 23 сентября 1921 года II Всебухарским Курултаем: 

«Государственный флаг Б. Н. С. Р. состоит из двух параллелей сшитых полотнищ: верхнего — зелёного цвета и нижнего — красного, с изображением посреди их золотого серпа полумесяца, внутри которого находится золотая пятиконечная звезда. На верхнем зелёном полотнище в левом его углу у древка помещены буквы Б.Н.С.Р.».

14 августа 1923 года чрезвычайная сессия Всебухарского ЦИК Советов приняла декрет № 21 «Об изменении некоторых статей Конституции Б. Н. С. Р.», которым было установлено:

«1. Внести в текст Конституции Б. Н. С. Р. нижеследующие изменения: … ж) изменить вид флага БНСР, уничтожив зелёное полотнище и оставив только красное с изображением посредине государственного Герба Б. Н. С. Р.».

БНСР решением V Всебухарского курултая Советов от 19 сентября 1924 года была переименована в Бухарскую Социалистическую Советскую Республику. 27 октября 1924 года вторая сессия ЦИК Союза ССР своим постановлением «О национально-территориальном размежевании Средней Азии по принципу самоопределения национальностей» утвердила национально-государственное размежевание и создание новых ССР, автономной ССР и автономных областей (Узбекской ССР с Таджикской АССР, Туркменской ССР, Кара-Киргизской и Кара-Калпакской автономных областей в составе РСФСР; Сырдарьинская и Семиреченская области были переданы в автономную Киргизскую ССР в составе РСФСР).
Бухарская ССР была упразднена, её территория включена в состав Туркменской ССР и Узбекской ССР с входившей в её состав Таджикской АССР.

### Таджикская АССР
|                                      |                                      |
| Флаг Таджикской АССР в 1924—1928 гг. | Флаг Таджикской АССР в 1929—1931 гг. |

Таджикская Автономная Социалистическая Советская Республика была образована 14 октября 1924 года. В соответствии с постановлением Президиума ЦИК Таджикской АССР от 23 февраля 1929 года, Государственный флаг Таджикской АССР представлял собой красное (алое) полотнище с изображением на его левой стороне в углу у древка государственного герба Таджикской АССР.
Государственный герб Таджикской АССР состоял из золотых доса (таджикского серпа) и молота, положенных крест накрест рукоятками книзу и расположенных в лучах золотого солнца, окружённых венком из колосьев пшеницы справа и веткой хлопчатника с раскрытыми коробочками слева на оранжевом фоне. Внизу надпись на русском языке: «Пролетарии всех стран, соединяйтесь!». Сверху по-таджикски надпись на перс. «پرالتارهای همۀ جهان یک شوید»‎ («Пролетарии всех стран, соединяйтесь!»).
В соответствии со статей 105 Конституции Таджикской АССР 1929 года, Государственный флаг Таджикской АССР представлял собой красное (алое) полотнище с изображением на его левой стороне в углу у древка Государственного герба Таджикской АССР.
Государственный герб Таджикской АССР состоял из доса (таджикский серп) и молота в золоте положенных крест накрест рукоятками книзу и расположенных на пятиконечной звезде, на которой в синем небе освещено золотыми лучами золотого солнца, восходящего из-за покрытых снегом гор. Звезда окружена венцом из колосьев пшеницы справа и веткой хлопчатника с открытыми коробочками слева на оранжевом фоне. Венец перевит внизу лентой красного (алого) цвета. Под звездой надпись на русском языке: «Пролетарии всех стран, соединяйтесь!». Сверху звезды надпись по-таджикски на персидском письме и на латинизированном таджикском письме: «Пролетарии всех стран, соединяйтесь!». Внутренний рисунок герба окружен золотой лентой в виде полумесяца рожками вверх. Три надписи расположены одна над другой на этой ленте: в персидском письме, в латинизированном таджикском письме и на русском языке: «Таджикская Автономная Советская Социалистическая Республика». Все эти три надписи расположены полукругом на золотой ленте в форме полумесяца.

### Таджикская ССР
|                                        |                                           |                                           |
| Флаг Таджикской ССР 04.1929-24.02.1931 | Флаг Таджикской ССР 24.02.1931-04.07.1935 | Флаг Таджикской ССР 04.07.1935-26.05.1936 |

|                                     |                                     |                                 | ).svg                               |
| Флаг Таджикской ССР 26.05.1936-1938 | Флаг Таджикской ССР 1938-28.09 1940 | Флаг Таджикской ССР (1940-1953) | Флаг Таджикской ССР в 1953—1991 гг. |

12 июня 1929 года ЦИК СССР своим постановлением преобразовал Таджикскую АССР в Таджикскую ССР. 16 октября 1929 года Таджикская АССР была преобразована в Таджикскую ССР, 5 декабря 1929 года непосредственно вошла в СССР.
Флаг Таджикской ССР — республиканский символ Таджикской ССР. Последняя редакция флага утверждена 20 марта 1953 года.
До этого применялся красный флаг с золотыми серпом и молотом и надписью кириллицей на русском (Таджикская ССР) и таджикском (РСС Тоҷикистон) языках в левом верхнем углу.
В Конституции Таджикской ССР (1978) флаг был описан так:

«Статья 170. Государственный флаг Таджикской Советской Социалистической Республики представляет собой прямоугольное полотнище, состоящее из четырёх горизонтально расположенных цветных полос; верхней полосы красного цвета, составляющей половину ширины флага; белой полосы, составляющей одну пятую ширины флага; зелёной полосы, составляющей одну десятую ширины флага и нижней полосы, красного цвета, составляющей одну пятую ширины флага. На верхней красной части полотнища флага, у древка, изображены золотые серп и молот и над ними красная пятиконечная звезда, обрамлённая золотой каймой. Отношение ширины флага к его длине 1:2».

## В книге рекордов Гиннесса
В начале сентября 2011 года Таджикистан сделал свой вклад в Книгу рекордов Гиннесса. На торжественной церемонии в Душанбе, посвящённой 20-летию независимости Таджикистана, государственный флаг был вознесён на самый высокий в мире флагшток высотой 165 метров (предыдущий рекорд высотой 162 м принадлежал Азербайджану). Флаг имеет размеры 60 на 30 метров и весит как минимум 700 килограммов. (Эти размеры не побили рекорд Азербайджана, размеры флага которого 70 на 35 метров). В настоящее время он занимает второе место по рекорду.